# Berkelium(III)-oxid
Berkelium(III)-oxid ist ein Oxid des Elements Berkelium. Es besitzt die Summenformel Bk2O3. Da alle Isotope des Berkeliums nur künstlich hergestellt sind, besitzt Berkelium(III)-oxid keine natürlichen Vorkommen.

## Eigenschaften
Berkelium(III)-oxid entsteht aus Berkelium(IV)-oxid (BkO2) durch Reduktion mit Wasserstoff:
{\displaystyle {\ce {2 BkO2 + H2 -> Bk2O3 + H2O}}}
Es ist ein gelbgrüner Feststoff mit einem Schmelzpunkt von 1920 °C. Es bildet ein kubisch-raumzentriertes Kristallgitter mit a = 1088,0 ± 0,5 pm.